# Рилски глагољски листићи
Рилски глагољски листићи или Македонски листићи — 8 непуних листића и још 3 парчета папира, који су се сачували од изгубљене глагољске литургијске старословенске књиге. Настали су у XI веку. Садрже делове исповедне молитве и Паренесиса (упутства) Јефрема Сирина.
Пронађени су у Рилском манастиру у Бугарској. Прва два листића је пронашао В.И. Григорович 1845. године. Године 1880. пронађена су још три листића у корици рукописа 1473. године «Панегирик на Владислав Граматик» је открио К. Јиречек. У истом месту 1936. године још део фрагмената је пронашао Ј. Иванов.
Листићи које је пронашао Григорович се сада чувају у библиотеци Руске академије наука у Петрограду. Сви остали су у Рилском манастиру, заједно са рукописом у којем су били откривени.
Постоје претпоставке да је истом рукопису, од којег су остали Рилски листићи, припадао и још један такозвани «Листић Григоровича» (чува се у библиотеци Руске академије наука у Петрограду).